# Berrostegieta

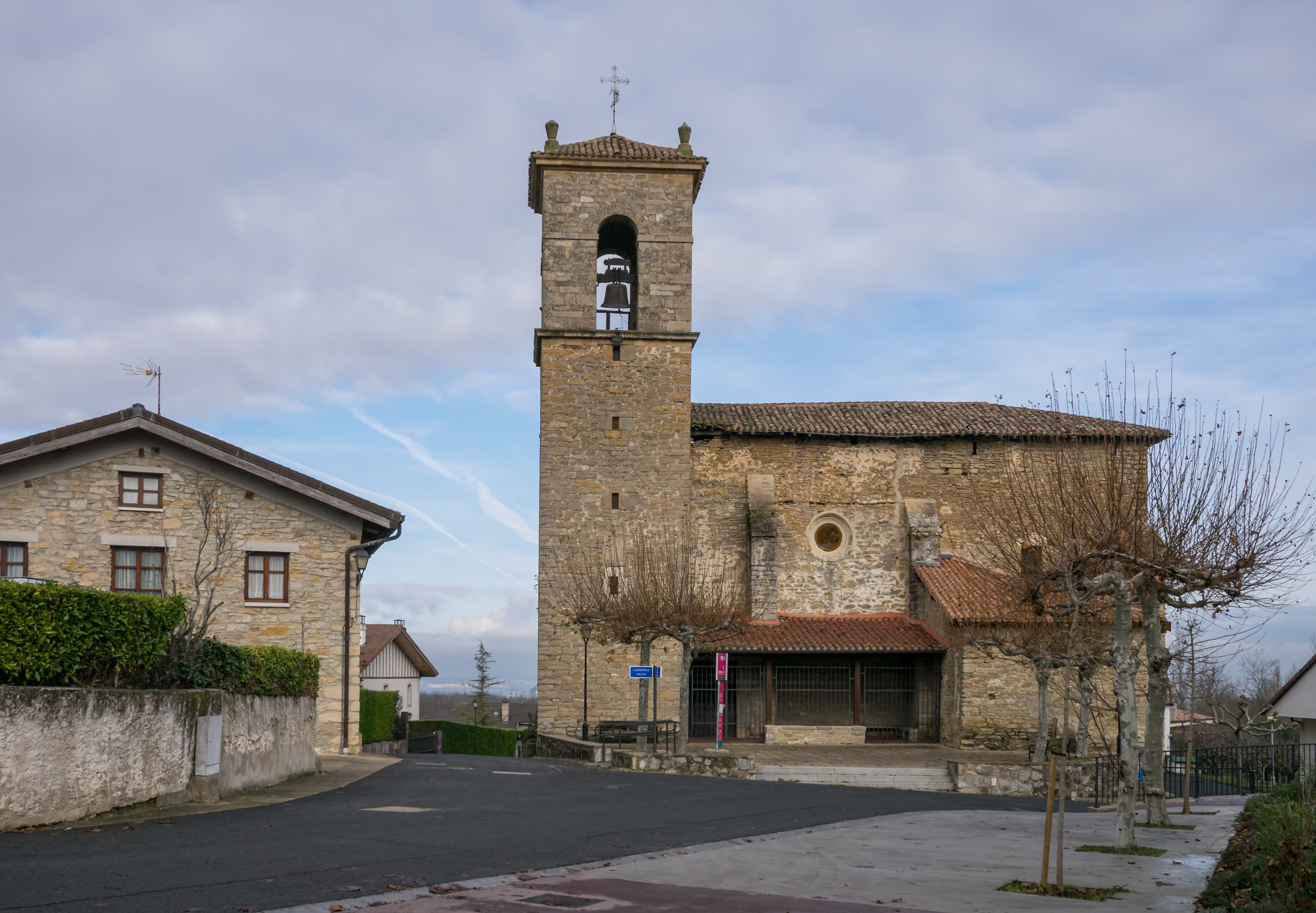
Église de Berrostegieta

Berrostegieta (Berroztegieta ou Berrostegieta en basque, qui est l'actuelle dénomination officielle) est un village ou une contrée appartenant à la municipalité de Vitoria-Gasteiz dans la province d'Alava en Pays basque (Espagne).
Berrostegieta se situe à 5.5 km au sud de Vitoria-Gasteiz, sur la route qui la relie avec Treviño (comté) à travers le col de Zaldiaran et les Montagnes de Vitoria-Gasteiz. Berrostegieta se trouve sur le versant nord des Montagnes de la ville en terrain montagneux, entre les gorges de Buesa et du cours d'eau Eskibel. Il fait partie de la Zone Rurale Sud-Ouest de Vitoria.
Il a traditionnellement été une petite population, pauvre en agriculture, mais riche pâtures. Face au dépeuplement d'autres petits villages des environs de Vitoria-Gasteiz, Berrostegieta a vu quadrupler sa population durant les dernières 45 années. Si en 1960 il comptait 55 habitants, il en compte actuellement 202 (2008). Ceci est dû au fait que le bourg a été rempli de chalets vu sa proximité à Vitoria, ses communications relativement bonnes et le bel environnement où il est situé.
Berrostegieta entre dans l'histoire en 1025 quand il sera mentionné dans le Cartulaire du monastère de San Millán avec le nom de Berroztegieta. Il a été incorporé à la juridiction de la ville de Vitoria-Gasteiz en 1332.
Ses festivités se déroulent à Pentecôte.

## Démographie
| 2000 | 2001 | 2002 | 2003 | 2004 | 2005 | 2006 | 2007 |
| ---- | ---- | ---- | ---- | ---- | ---- | ---- | ---- |
| 212  | 211  | 208  | 212  | 210  | 203  | 196  | 211  |